# Casa Beuló
La Casa Beuló és una obra amb elements gòtics i barrocs de Vic (Osona) protegida com a Bé Cultural d'Interès Local.

## Descripció
Edifici d'habitatges de planta baixa amb dos pisos superiors i golfes, fent cantonada en un dels extrems de la plaça.
A la planta baixa hi ha disposada una porxada de tres arcs apuntats, repertits en les dues façanes. Les obertures de les plantes superiors són de llinda plana amb brancals de carreus de pedra. Les obertures corresponents als balcons tenen un trencaaigües basat en el repertori ornamental gòtic. En el pis corresponent a les golfes s'hi ha ubicat una galeria amb diferents obertures en les dues façanes amb arc de mig punt.